# Episteme arctopsa
Episteme arctopsa is een vlinder uit de familie van de uilen (Noctuidae). De wetenschappelijke naam van de soort is, als Eusemia arctopsa, voor het eerst geldig gepubliceerd in 1962 door Chu & Chen.